# Vapor Gorina
El Vapor Gorina fou un vapor tèxtil de Sabadell fundat pels Gorina, una família burgesa sabadellenca. On havia estat situat, l'urbanista i arquitecte Josep Lluís Gorina de Travy (1959) hi va dissenyar una plaça –inaugurada el 2009–, que mostra les diverses seccions de què constava la fàbrica. D'aquesta se n'ha conservat la xemeneia i el perfil de les tres naus.